# Федерация футбола Гвинеи-Бисау
Федера́ция футбо́ла Гвине́и-Биса́у (порт. Federação de Futebol da Guiné-Bissau) — организация, осуществляющая контроль и управление футболом в Гвинее-Бисау. Располагается в Бисау. ФФГБ основана в 1974 году, вступила в ФИФА и КАФ в 1986 году. В 1975 году стала членом-основателем Западноафриканского футбольного союза. Федерация организует деятельность и управляет национальными сборными по футболу (мужской, женской, молодёжными). Под эгидой федерации проводится чемпионат страны и многие другие соревнования.